# Ischnura stueberi
Ischnura stueberi – gatunek ważki z rodziny łątkowatych (Coenagrionidae).